# Coelioxys farinosa
Coelioxys farinosa är en biart som beskrevs av Smith 1854. Coelioxys farinosa ingår i släktet kägelbin, och familjen buksamlarbin. Inga underarter finns listade i Catalogue of Life.